# 栄園橋
栄園橋（えいえんばし）は、北海道上川郡当麻町と同郡比布町の間の石狩川に架かる道路橋梁である。

## 橋梁諸元
- 種別 - 鋼道路橋
- 形式 - ポストテンションPC単純T桁
- 橋格 - TL-20
- 橋長 - 294.5m
  - 支間割 - 41.16m - 41.16m - 41.16m - 41.16m - 41.16m - 41.16m - 41.16m
- 橋間長 - 297.9m
- 幅員 - 7.0m（車道）+1.5m（歩道）

## 概要
広域営農団地農道（上川中央第二地区）事業によって作られた橋。

## 地理
上流側には麻布橋が、下流側には宗谷本線の鉄道橋と、その下流には東永橋が架かっている。比布川の合流点と愛別川の合流点の間にかかる道路橋梁の中では一番下流にかかる道路橋梁。
| スタブアイコン | サブスタブ | この項目は、まだ閲覧者の調べものの参照としては役立たない、北海道に関連した書きかけの項目です。この項目を加筆・訂正などしてくださる協力者を求めています（P:日本の都道府県/北海道）。 |

座標: 北緯43度51分4.5秒 東経142度28分55.0秒